# Đorđe Vojisavljević
Đorđe Vojisavljević (auch Georg Vojisavljević) war der Sohn Konstantin Bodins und der Jakvinta und König von Dioklitien.
Von seiner Mutter Jakvinta auf den Thron gebracht, wurde Đorđe Vojisavljević 1114 bis 1118 und 1125 bis 1131 König von Dioklitien. Er kam in die Gegnerschaft zu Raszien. Mit seinem Ableben endete die relative Selbstständigkeit Dioklitiens. Dioklitien geriet ganz unter raszische Herrschaft und wurde in der Regel von den raszischen Thronfolgern sowohl der Urošević- wie auch die der Nemanjiden-Dynastie regiert.
| Vorgänger              | Amt                           | Nachfolger |
| ---------------------- | ----------------------------- | ---------- |
| Vladimir Vojisavljević | Serbische Monarchen 1114–1118 | Uroš I.    |

| Personendaten    | Personendaten                                                    |
| ---------------- | ---------------------------------------------------------------- |
| NAME             | Vojisavljević, Đorđe                                             |
| ALTERNATIVNAMEN  | Vojisavljević, Georg                                             |
| KURZBESCHREIBUNG | Sohn Konstantin Bodins und der Jakvinta und König von Dioklitien |
| GEBURTSDATUM     | 11. Jahrhundert                                                  |
| STERBEDATUM      | 12. Jahrhundert                                                  |